# Paurodontidae
De Paurodontidae zijn een familie van uitgestorven zoogdieren uit het Laat-Jura tot het Vroeg-Krijt binnen de orde Dryolestida. De familie is in 1887 benoemd door Othniel Charles Marsh.
Overblijfselen van paurodontiden zijn gevonden in de Verenigde Staten, Groot-Brittannië, Portugal en Tanzania. De groep vertegenwoordigt naar moderne inzichten waarschijnlijk een parafyletische groep van basale niet-dryolestide Dryolestida. Er is gesuggereerd dat Paurodon een gespecialiseerde eter was van regenwormen vanwege de morfologie van zijn tanden die sterk lijkt op die van het goudmollengeslacht Amblysomus.